# African Writers Trust
African Writers Trust (AWT, Фонд писателей Африки) был основан в 2009 году как «некоммерческая организация, которая стремится координировать и объединять писателей Африки и писателей из африканской диаспоры для содействия обмену навыками и другими ресурсами, а также для распространения знаний и обучения между этими двумя группами писателей».
Основателем и нынешним директором AWT является Горетти Кьомухендо, всемирно известная писательница, сделавшая также успешную карьеру в качестве первого координатора программ Femrite — Ассоциации женщин-писателей Уганды.
«African Writers Trust» управляется Консультативным советом, в который (по состоянию на 2021 год) входят Закес Мда, Сьюзан Налугва Кигули, Айета Анне Вангуза, Хелон Хабила, Лейла Абулела, Милдред Бария и Аминатта Форна.

## Деятельность
Несмотря на то, что в настоящее время штаб-квартира «African Writers Trust» находится в Лондоне, по состоянию на 2011 год организация вела свою деятельность в основном в Восточной Африке, частично основываясь на предполагаемых потребностях и возможностях этого региона.
Диана Набирума из The Observer (Уганда) сообщила о семинаре и конкурсе художественной литературы, организованном AWT и проведенном в Музее Уганды в феврале 2010 года. В то же время The Standard (общественная газета Христианского университета Уганды) сообщила об успехах писателей-студентов Христианского университета Уганды, которые присутствовали на нем.
Мартин Каньегирире, также из The Observer (Уганда), сообщил о последующем однодневном семинаре, проведенном AWT в январе 2011 года, в котором приняли участие 20 студентов-писателей из трех восточноафриканских университетов.
С 2013 года AWT проводит раз в два года Международную конференцию писателей Уганды, в которой принимают участие писатели из разных стран. На конференции 2017 года, посвященной теме «Современные издательские тенденции в Африке», с программным докладом выступила Биби Бакаре-Юсуф из Cassava Republic Press и стихотворение британо-эфиопского поэта Лемна Сиссая.

## Прогнозы и оценка прогресса
Согласно веб-сайту «African Writers Trust», планируемые мероприятия и программы организации включают создание Школы творческого письма в Уганде, проведение семинаров и конкурсов на ежегодной основе и в разных странах каждый год, создание специального Фонда писателей, чтобы позволить авторитетным писателям из африканской диаспоры провести семестр в одном из университетов Африки, обучая студентов творческому письму и т. д.
Член Консультативного совета Милдред Бария написала свои размышления, опубликованные в Pambazuka News, о растущих проблемах AWT, проблемах с поиском финансирования и поддержки и своей оценке того, что организация может внести.
В интервью для AfroLit от 22 мая 2011 года с номинантом на премию Кейна Беатрис Ламвакой нынешний директор Горетти Кьомухендо дала свою собственную оценку текущего прогресса и будущих ожиданий от AWT: «Его миссия состоит в том, чтобы создать и развивать мощную сеть поддержки африканских писателей на африканском континенте и в диаспоре. Как вы знаете, африканским писателям приходится преодолевать множество препятствий, чтобы осуществить свою писательскую и издательскую мечту. К ним относятся отсутствие или ограниченные возможности для публикации, а также развития профессиональных навыков письма, отсутствие поддерживающих структур для развития и роста как писателя и поддержки его творческих процессов и продукции, нехватка информации о публикациях и других ресурсах для писателей, отсутствие трансграничного перемещения книг и многие другие. Мы планируем решить некоторые из этих проблем, поэтому я надеюсь, что за десять лет мы изменим жизнь африканских писателей».